# دونكي كونغ كانتري ريترنز
دونكي كونغ كانتري ريترنز (بالإنجليزية: Donkey Kong Country Returns)‏ هي لعبة منصات للتمرير الجانبي عام 2010 طورتها ريترو ستوديوز ونشرتها نينتندو لمشغل وي. صدرت اللعبة أولاً في أمريكا الشمالية في نوفمبر 2010، وفي منطقة بال واليابان في الشهر التالي. أعلن عن نسخة  نينتندو 3دي أس للعبة من مانستر جيمز، بعنوان دونكي كونغ كانتري ريترنز 3دي، في فبراير 2013 وصدرت في أمريكا الشمالية ومنطقة بال في مايو 2013، وفي اليابان في الشهر التالي.
تركز قصة اللعبة على مجموعة شريرة من المخلوقات الشبيهة بالتيكي والمعروفة باسم قبيلة تيكي تاك والتي أطلق العنان لها في جزيرة دونكي كونغ وتنويم حيوانات الجزيرة لسرقة الموز من دونكي كونغ وديدي كونغ. هذا يجبرهم على استعادة الكنز.
كانت دونكي كونغ كانتري ريترنز أول لعبة دونكي كونغ تقليدية للمشغلات المنزلية منذ إصدار دونكي كونغ 64 في عام 1999، وأيضًا اللعبة الأولى من سلسلة دونكي كونغ كانتري لم تشارك فيها راير مطور الثلاثية الأصلية. حققت اللعبة نجاحًا نقديًا وتجاريًا؛ لقد باعت أكثر من 6.53 مليون نسخة في جميع أنحاء العالم، مما يجعلها واحدة من أكثر الألعاب مبيعًا على وي وتلقت مراجعات إيجابية لرسوماتها وتصميمها المستوي وأسلوب اللعب، على الرغم من أن عناصر التحكم في الحركة ومستوى الصعوبة الخاص بها تلقى المزيد من الآراء المختلطة.
صدرت تكملة للعبة، دونكي كونغ كانتري: تروبيكال فريز، لمشغل وي يو في فبراير 2014 ونقلت إلى نينتندو سويتش في مايو 2018.

## أسلوب اللعب

دونكي كونغ وديدي كونغ يركبان برميل صاروخ. تجمع دونكي كونغ كانتري ريترنز بين اللعب ثنائي الأبعاد والرسومات ثلاثية الأبعاد مثل نماذج الشخصيات وهذا القطار في المقدمة.

يتحكم اللاعبون في بطل السلسلة دونكي كونغ، وكذلك صديقه ديدي كونغ في مواقف معينة، مع عودة العديد من العناصر التقليدية لسلسلة دونكي كونغ كانتري، بما في ذلك مراحل عربة الألغام، والقدرة على التأرجح بين الكروم وجمع الموز، رسائل «كونغ» الذهبية وقطع الألغاز. تتضمن عناصر اللعبة الجديدة المراحل التي تظهر فيها الشخصيات والبيئات الأمامية كظلال، مما يؤدي إلى ظهور العديد من آليات اللعب الجديدة. في وضع اللاعب الفردي، يمكن للاعبين اللعب فقط بشخصية دونكي كونغ، على الرغم من أن ديدي كونغ يركب على ظهر دونكي كونغ، ويمكن لدونكي كونغ استخدام جيتباك ديدي للقفز أكثر. يمكّن وضع تعدد اللاعبين اللاعب الثاني من التحكم في ديدي كونغ. إذا ماتت شخصية اللاعب في وضع لاعبين، فيمكن إعادتها باستخدام الشخصية الأخرى لضرب «برميل دي كيه» الذي يطفو في العرض، وهو ميكانيكي مشابه لتلك المستخدمة في نيو سوبر ماريو برذرز وي لتجنب المشاكل الناشئة عن الاختلافات في مهارات اللاعبين، يمكن لديدي القفز على ظهر دونكي لتولي دور أكثر سلبية، بينما يمكن استخدام جيتباك الخاص به لتسهيل قفز شريكه. يستطيع كل من دونكي وديدي قصف الأرض لهزيمة الأعداء وكشف النقاب عن العناصر السرية.
تحتوي اللعبة على مخططين للتحكم، حيث يستخدم النظام التقليدي جهاز وي ريموت بالتزامن مع نونتشوك، بينما يتطلب النهج الأكثر كلاسيكية أن يوضع جهاز وي ريموت بشكل جانبي. تستخدم كلتا الطريقتين عناصر التحكم في الحركة لحركة «الجنيه الأرضي». بالإضافة إلى عناصر السلسلة الشائعة مثل الأسرار والمواد القابلة للفتح، هناك أيضًا وضع هجوم زمني اختياري. يظهر اثنان من رفاق الحيوانات، رامبي وسكواكس، ويساعدان دونكي كونغ في نقاط معينة من اللعبة. تستخدم اللعبة أيضًا ميزة «سوبر غايد» التي ظهرت سابقًا في نيو سوبر ماريو برذرز وي وسوبر ماريو غالاكسي 2. إذا فقد اللاعب ثمانية أرواح في مرحلة واحدة، فسيمنحهم خيار السماح لدونكي كونغ باللون الأبيض المسمى سوبر كونغ بتولي المهمة وإكمال المرحلة لهم. ومع ذلك، لن يبحث سوبر كونغ عن العناصر القابلة للتحصيل، ولن يُظهر للاعب مكان وجودهم. كما أنه يحتفظ بأي شيء يحدث ليجمعه، لذلك لا يكافأ اللاعب على هذه العناصر.
بعد التغلب على تيكي تونغ، تفتح مرحلة إضافية تسمى «المعبد الذهبي». من أجل لعب المرحلة، يتعين على اللاعب العثور على أشياء تسمى «راير أوربس» مخبأة في كل معبد في العالم. عند منافسة المعبد الذهبي، يفتح وضع جديد يُعرف باسم وضع المرآة. في هذا الوضع، تنقلب المراحل، يمتلك دونكي كونغ وحدة صحية واحدة فقط، ولا يمكنه استخدام العناصر المشتراة من كرانكي كونغ، ولا يمكنه الحصول على أي مساعدة من ديدي كونغ. 

## الحبكة
تدور قصة اللعبة حول مخلوقات تعرف باسم تيكيز، وهي جديدة على السلسلة. تملأ الأنواع المختلفة من التيكيز دور الخصوم في القصة، لتحل محل الكريملينغز من دونكي كونغ كانتري. كرانكي كونغ، الذي يمتلك متاجر في جميع أنحاء الجزيرة، هو فرد عائلة كونغ الوحيد الذي يظهر بخلاف دونكي وديدي. تبدأ القصة عندما تصل مجموعة من تيكيز الشريرة المعروفة باسم قبيلة تيكي تاك إلى جزيرة دونكي كونغ بعد أن أيقظها ثوران بركاني، وتعزف الموسيقى لتنويم الحيوانات، ومعظمها من الفيلة والحمير الوحشية والزرافات والسناجب في الجزيرة لسرقة موز دونكي كونغ وديدي كونغ. نظرًا لأن دونكي كونغ يقاوم موسيقى تيكيز، فهو يعمل مع ديدي كونغ لاسترداد كنز الموز من تيكيز. طوال اللعبة، يسافر الثنائي عبر تسعة عوالم لاستعادة الموز المسروق: المعبد الذهبي والبركان والمصنع والجرف والغابة والكهف والأطلال والشاطئ والغابة. في في كل عالم، يجب عليهم هزيمة زعيم قبيلة تيكي تاك: كاليمبا، وعصابة ماراكا، وغونغ-أوه، وبانجو بوتوم، وواكي بايبس، وزيلوبون، وكورديان (الذي ينوم السكان الآخرين في الجزيرة لمحاربة الكونغ)، وتيكي تونغ، ملك قبيلة تيكي تاك. بعد هزيمة تيكي تونغ، يُطلَق الكونغز إلى الفضاء حيث يُضرَب رأسهم على القمر، مما يسحق قاعدة تيكي تونغ ويرسل الموز وهو يطير في كل مكان.

## التطوير

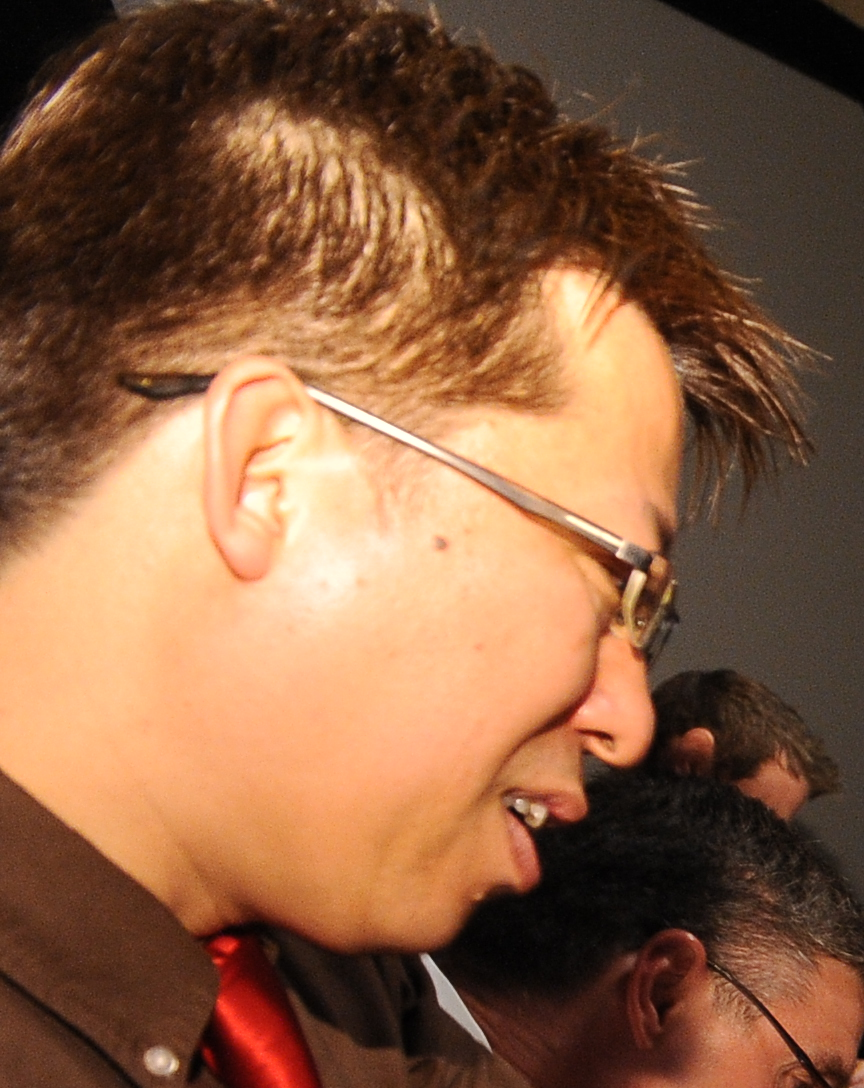
كينسوكي تنابي منتج ريترنز. يظهر هنا في مؤتمر مطوري الألعاب 2011.

بدأ تطوير لعبة عودة دونكي كونج كانتري في أبريل 2008، بعد فترة وجيزة من مغادرة الموظفين الرئيسيين في ريترو ستوديوز للشركة. ففي ذلك الوقت، أراد شيغيرو مياموتو إنشاء لعبة دونكي كونغ جديدة، وبناءً على طلبه، أوصى المنتج كينسوكي تنابي بمايكل كيلبو، الرئيس التنفيذي لشركة ريترو ستوديوز، الذي عمل سابقًا في سلسلة دونكي كونج كانتري أثناء عمله في نينتندو أمريكا. كثيرًا ما أشار ساتورو إيواتا إلى هذا التحول في الأحداث على أنه «مصير» في اجتماعاته مع استوديوهات ريترو، ولهذا السبب اقترح كيلبو الاسم الرمزي للمشروع المتجانس F8 للعبة.  
على غرار لعبة نيو سوبر ماريو برذرز تم تطوير اللعبة بهدف استحضار مشاعر الحنين لدى اللاعبين بأسلوبها الفني وصوتها، مع محاولة تزويدهم بتجارب لعب جديدة.  حاول ريترو جعل اللعبة «متاحة لجميع اللاعبين»، ولكن مع «نوع من الصعوبة جعل اللاعبين يرغبون في تجربتها مرة أخرى».  تستخدم اللعبة رسومات ثلاثية الأبعاد متعددة الأضلاع بالكامل بمستويات تحتوي على ثلاثة أضعاف كمية القوام والمضلعات التي يقدمها ريترو «ميترويد برايم 3: الفساد». 
في غرفة واحدة.  على الرغم من أن مياموتو عارض الفكرة في البداية، فقد تم تطبيق طريقة اللعب المتزامنة للاعبين في النهاية، على عكس نظام فريق العلامات في السلسلة الأصلية. قال تانابي أن الإلهام الجزئي لهذه الميزة هو جعل عمليات الإرجاع «بارزة» مقارنة بالتحكم في اللعب الجديد. لذا فإن إعادة إصدار دونكي كونج جانجل بييت تطلبت تحضير طويل، وعلى مدار ستة أشهر، كان لا بد من إعادة كتابة ثلثي أدوات اللعبة ومحركها بواسطة المبرمجين، حيث تخضع أنظمة الرسوم المتحركة والاصطدام لمعظم التغييرات،  وأثناء إجراء التجارب بمستويات تحت الماء، كانت تم حذفهم في النهاية لأنهم شعروا بالبطء الشديد وعدم ملاءمة طريقة اللعب بشكل عام. وبالفعل كان قد أثبت مستويان في اللعبة، "Tidal Terror" و "Mangoruby Run"، أنهما أصعب مستويات التصميم والبرمجة، حيث يتطلب كل منهما عدة أشهر من وقت التطوير. في إصدار ريترنز، لذلك حاول ريترو استخدام نفس محرك الكاميرا المستخدم في مورف بول في مترويد برايم، لكنه وجد أنه غير قادر على التعامل مع الحركات السريعة والمعقدة للشخصيات، خاصة بعد تنفيذ طريقة اللعب ثنائية اللاعبين. والتي تسمح بعدة مستويات للاعبين بالقفز بين الخلفية والمقدمة؛ وكان هذا التحرك الميكانيكي مستوحى من الفتى الافتراضي واريو لاند.
تسارعت عملية التطوير في أوائل عام 2010، وكان المشروع «يبدأ في الترابط كلعبة» في وقت قريب من E3.  تم الإعلان رسميًا عن عودة دونكي كونج كانتري في المؤتمر الصحفي لـ نينتندو الذي عقد في 15 يونيو من نفس العام، مع توفر أربعة مستويات للعب في أرض العرض. على الرغم من أن اللعبة قد تم إطلاقها في وقت لاحق من ذلك العام، إلا أن الفريق لا يزال لديه 70 مستوى للإنشاء أو للتحسين. في نهاية التطور، كان تانابي يعاني من آلام أسفل الظهر ويحتاج إلى أخذ إجازة لمدة أسبوع. خلال ذلك الوقت، تولت مساعدة المنتج ريزا تاباتا مهامه، وقررت تانابي ابقائها مسؤولة عن بقية الإنتاج.  الموسيقى، المستوحاة من نتيجة ديفيد وايز وإيفلين فيشر لألعاب سوبر نينتندو إنترتينمنت سيستم في السلسلة،  شارك في كتابتها كينجي ياماموتو، الذي عمل على ثلاثية مترويد برايم. كتب ياماموتو الأغاني لتناسب الحالة المزاجية لمستويات معينة، وتمت إعادة كتابة بعض الأغاني إذا تم إعادة تصميم مستوياتها المطابقة بشكل كبير. عبر تاكاشي ناجاساكو عن كل من دونكي كونج وكرانكي كونج، بينما عبّر كاتسومي سوزوكي عن ديدي كونج.

## إعادة الإصدار

### عودة دونكي كونج كانتري ثلاثية الأبعاد
في 14 فبراير 2013، أعلنت نينتندو في بثها المباشر على نينتندو أن منفذ نينتندو 3دي أس، بعنوان عودة دونكي كونج كانتري 3D، قيد التطوير وتم إصداره في 24 مايو 2013. تم إعادة بناء اللعبة من الألف إلى الياء بواسطة مانستر جيمز وتم تقديمها برسومات ثلاثية الأبعاد مجسمة.  يتضمن إصدار 3دي إس وضعين للعبة، «الوضع الأصلي» الذي يلعب نفس إصدار وي الأصلي، و «الوضع الجديد» الذي يقدم مجموعة من العناصر الجديدة لتسهيل اللعبة، بما في ذلك الصحة الإضافية. يتضمن هذا الإصدار أيضًا عالمًا إضافيًا بثمانية مستويات جديدة غير موجودة في إصدار وي الأصلي.

### إعادة إصدار وي يو
في يناير 2015 ومن خلال نينتندو دايركت، تم الإعلان عن إصدار وي من عودة دونكي كونج كانتري وألعاب وي الأخرى للتنزيل على وي يو عبر نينتندو إي شوب. تمت إتاحة ميزة عودة دونكي كونج كانتري على متجر نينتندو إي شوب في 21 يناير 2015 في اليابان،  22 يناير 2015 في أوروبا  و 23 يناير 2015 في أستراليا ونيوزيلندا. بين 31 مارس و 30 يونيو 2016 بشكل شامل، أتيحت إعادة الإصدار الرقمي لعودة دونكي كونج كانتري لمستخدمي وي يو في أمريكا الشمالية حصريًا كمكافأة ماي نينتندو. أصبح العنوان متاحًا تجاريًا منذ ذلك الحين على متجر نينتندو إي شوب في أمريكا الشمالية بدءًا من 22 سبتمبر 2016.

### إصدار إنفيديا شيلد
في 5 يوليو 2019، تم إصدار عودة دونكي كونج كانتري على نفيديا شيلد للسوق الصينية. نسخة إنفيديا شيلد من اللعبة عالية الدقة على عكس إصدار وي الأصلي.

## استقبال
| نتائج المراجعة نشرة نقاط 3 دي أس وي 1أب.كوم غ/م A [ 16 ] كمبيوتر آند فيديو غيمز غ/م 8.8/10 [ 17 ] دستركتويد 10/10 [ 18 ] 10/10 [ 19 ] إدج غ/م 7/10 [ 20 ] إلكترونك غيمينغ مونثلي 7/10 [ 21 ] غ/م يورو غيمر 8/10 [ 22 ] 9/10 [ 23 ] غيم إنفورمر 8.5/10 [ 24 ] 9.5/10 غيم ريفولوشن 4.5/5 [ 25 ] A- [ 26 ] غيم برو غ/م 4/5 [ 27 ] غيم سبوت 7/10 [ 28 ] 8.5/10 [ 29 ] غيم سباي غ/م [ 30 ] غيمز رادار [ 31 ] غيمز تي إم 8/10 [ 32 ] 8/10 [ 33 ] غيم تريلرز غ/م 9/10 غيم زون غ/م 8/10 [ 34 ] جاينت بومب غ/م هايبر 90/100 [ 35 ] غ/م آي جي إن 8.9/10 [ 36 ] 9/10 جويستيك غ/م [ 37 ] نينتندو غيمر غ/م 8.7/10 [ 38 ] نينتندو لايف [ 39 ] 10/10 [ 40 ] نينتندو باور غ/م 8.5/10 [ 41 ] نينتندو ورلد ريبورت 8.5/10 [ 42 ] 9.5/10 [ 43 ] مجلة نينتندو الرسمية 80% [ 44 ] 91% [ 45 ] بال جي إن غ/م 9/10 [ 46 ] مجلة بلاي غ/م 80% [ 47 ] بوكيت غيمر [ 48 ] غ/م بوليغون 9/10 [ 49 ] غ/م فيديو غيمر.كوم 8/10 [ 50 ] 8/10 [ 51 ] فيديو غيمز (DE) غ/م 88% [ 52 ] إكس-بلاي غ/م الدرجات الإجمالية غيم رانكينغز 83.51% [ 53 ] 87.87% ميتاكريتيك 83/100 [ 54 ] 87/100 |         |           |
| نتائج المراجعة |         |           |
| نشرة | نقاط    | نقاط      |
| نشرة | 3 دي أس | وي        |
| 1أب.كوم | غ/م     | A         |
| كمبيوتر آند فيديو غيمز | غ/م     | 8.8/10    |
| دستركتويد | 10/10   | 10/10     |
| إدج | غ/م     | 7/10      |
| إلكترونك غيمينغ مونثلي | 7/10    | غ/م       |
| يورو غيمر | 8/10    | 9/10      |
| غيم إنفورمر | 8.5/10  | 9.5/10    |
| غيم ريفولوشن | 4.5/5   | A-        |
| غيم برو | غ/م     | 4/5       |
| غيم سبوت | 7/10    | 8.5/10    |
| غيم سباي | غ/م     | [ 30 ]    |
| غيمز رادار | [ 31 ]  | 4/5 stars |
| غيمز تي إم | 8/10    | 8/10      |
| غيم تريلرز | غ/م     | 9/10      |
| غيم زون | غ/م     | 8/10      |
| جاينت بومب | غ/م     | 4/5 stars |
| هايبر | 90/100  | غ/م       |
| آي جي إن | 8.9/10  | 9/10      |
| جويستيك | غ/م     | [ 37 ]    |
| نينتندو غيمر | غ/م     | 8.7/10    |
| نينتندو لايف | [ 39 ]  | 10/10     |
| نينتندو باور | غ/م     | 8.5/10    |
| نينتندو ورلد ريبورت | 8.5/10  | 9.5/10    |
| مجلة نينتندو الرسمية | 80%     | 91%       |
| بال جي إن | غ/م     | 9/10      |
| مجلة بلاي | غ/م     | 80%       |
| بوكيت غيمر | [ 48 ]  | غ/م       |
| بوليغون | 9/10    | غ/م       |
| فيديو غيمر.كوم | 8/10    | 8/10      |
| فيديو غيمز (DE) | غ/م     | 88%       |
| إكس-بلاي | غ/م     | 4/5 stars |
| الدرجات الإجمالية |         |           |
| غيم رانكينغز | 83.51%  | 87.87%    |
| ميتاكريتيك | 83/100  | 87/100    |

تلقى برنامج عودة دونكي كونج كانتري مراجعات إيجابية بشكل عام. وعن جوائزها للألعاب التي تم إصدارها في عام 2010، منحت آي جي إن جوائز ريترنز عن «أفضل تصميم قديم» و «الأكثر تحديًا»، ثم اختارت اللعبة باعتبارها خامس أفضل لعبة على وحدة التحكم. أطلق عليها غيم إنفورمر اسم لعبة الشهر لشهر ديسمبر 2010، حيث أشاد بها المعلق دان ريكيرت بأنها «واحدة من أفضل لاعبي المنصات [الذين] لعبوا على الإطلاق».  اختارها المنشور لاحقًا كـ «أفضل منصة» و «أفضل منصة وي الحصرية» لعام 2010. 
أشاد النقاد برسوماتها وتصميمها المستوي ونظامها الأساسي واللعب الذي يسير بخطى سريعة، والذي رأوه بمثابة عودة لتشكيل ألعاب دونكي كونج كانتري. ومع ذلك، فقد تلقت عناصر التحكم في الحركة ومنحنى الصعوبة مجموعة متنوعة من الآراء. منح كريج هاريس من آي جي إناللعبة جائزة إديتورز تشويس، قائلاً: «إنها لعبة صعبة للغاية، فأنا اميل للمدرسة القديمة والتي لا تشغل هذا النوع من الابتكار، ولكن في رأيي، إنها أفضل من اللعبة الرائعة التي ألهمتها»، وكان نادرًا ما يفتخر بأن تصميمه في اليد اليمنى، وأكمل:«لعبة دونكي كونج لعبة جيدة فقد أعطى اثنين من المذيعين اللعبة 9 و 8.5 من أصل 10، مشيدا بمدى صحة الموسيقى والتي تماشت مع نمط المسارات الأصلية، فوضح قائلاً»إذا كنت من محبي لعبة دونكيs القديمة، أو كنت ترغب فقط في تجربة منصة رائعة، فهذا يساوي على الأقل قيمة كنز الموز الذهبي في كونج.«كما أشاد إكس بلاي بتشابه العودة إلى الألعاب السابقة في السلسلة، وقيمة إعادة اللعبة، ورسوماتها، لكن المراجعة انتقدت عناصر التحكم في الحركة»التي تجبرك على الاستجابة بسرعة في الأوقات السيئة، ويكفي الضغط على الزر«اللعب التعاوني»، فوضح قائلًا: «إذا كان لدى شريكك ميل للموت، فتطلع إلى بعض الألعاب القصيرة حيث من المرجح أن يستنزف عدد الأرواح التي يتشاركانها معًا». كذلك أثنى موقع غيمز رادار على العنوان نظرًا لمستوياته المتميزة وخدمة المعجبين، بينما وجه لها بعض النقد بسبب المستويات «المحبطة وغير الواضحة والمضللة في كثير من الأحيان والتي لا تشبه أي مغامرة سابقة لـ دونكي كونج»، وعناصر التحكم في الحركة التي تجعلهم «يشككون في عناصر التحكم في لعبة المنصات». أيضاً أشاد غيم تريلرز بطريقة اللعب في اللعبة وتنوع المستويات،  بينما ادعى جاينت بوم أن «ريترو يستعيد معظم جذور منصة دونكي كونج المبجلة في تتمة وي الرائعة هذه».

### مبيعات
ظهرت اللعبة لأول مرة في المركز الثالث على مخططات ألعاب الفيديو اليابانية، حيث بيعت 163،310 وحدة،  وباعت 638305 نسخة في اليابان اعتبارًا من 2 يناير 2011.  في أمريكا الشمالية، ظهرت اللعبة لأول مرة في المركز السادس على المخططات، مع بيع 430.470 وحدة.  بحلول نهاية مارس 2011، باعت اللعبة 4.98 مليون نسخة حول العالم.
في 12 سبتمبر 2013، أعلنت نينتندو أن إصدار 3 دي إس قد باع 268000 وحدة في الولايات المتحدة. اعتبارًا من 31 مارس 2014، حققت عودة دونكي كونج كانتري 3D مبيعات عالمية تبلغ 1.52 مليون وحدة.
تمت إضافة كلا الإصدارين من هذه اللعبة، إلى جانب تكملة لها، إلى ملصق نينتندو سيليكتز في 11 مارس 2016 في أمريكا الشمالية.

## الملاحظات
1. ↑  تُعرف اللعبة في اليابان باسم: دونكي كونغ ريترنز (بالإنجليزية: Donkey Kong Returns‎؛ باليابانية: ドンキーコング リターンズ‎، ‏دونكِ كونغُ ريتانزُ؟)

## وصلات خارجية
- الموقع الرسمي
 (بالإنجليزية)
- الموقع الرسمي
 (باليابانية)
- دونكي كونغ كانتري ريترنز على موبي غيمز (بالإنجليزية)